# Anguissola

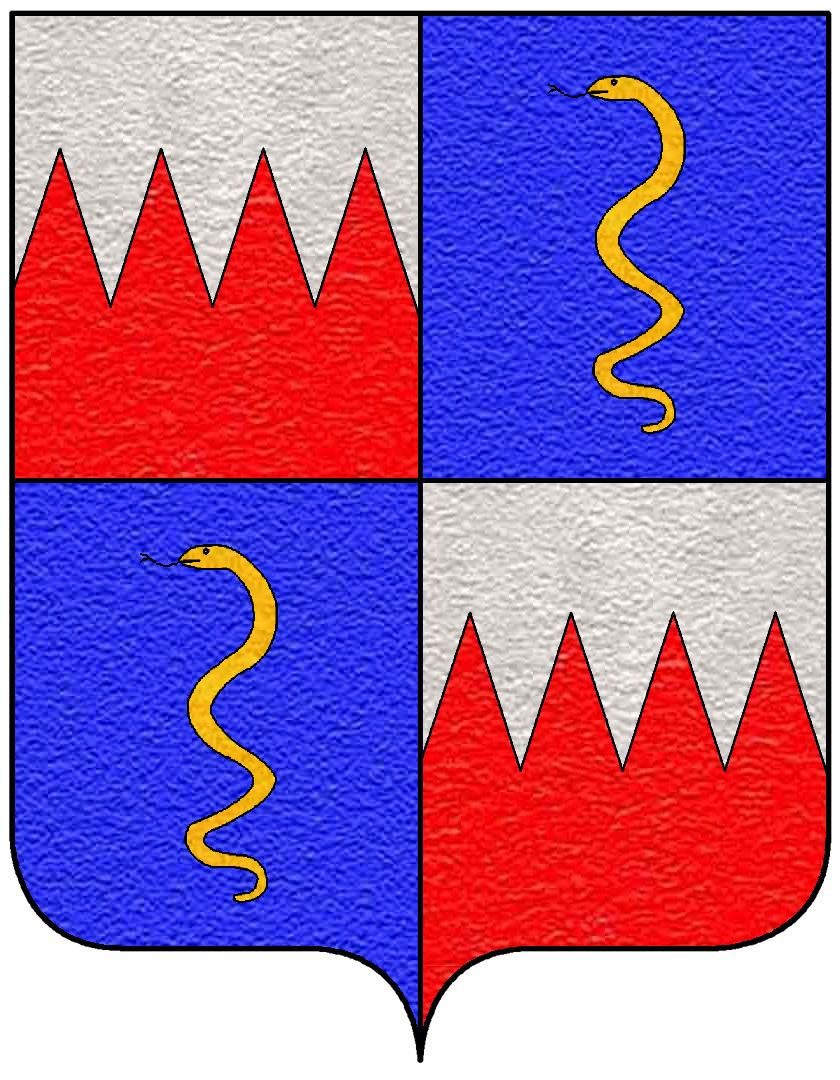
Anguissola di San Damiano (Spreti App. parte I, p. 218), Armoriale delle famiglie italiane (Ana-Ang)

Gli Anguissola (talvolta anche Angusuola) sono una famiglia aristocratica piacentina, che fu ascritta al patriziato veneziano e annoverata fra i cosiddetti Patrizi non veneziani.

## Storia
L'origine e il nome della famiglia Anguissola sono legati a un'antichissima tradizione bizantina, che presenta alcuni tratti epici ma è allo stesso tempo curiosamente ricca di dettagli storici. 
Costoro, infatti, sarebbero discesi da genti greche, e in particolare da un certo Galvano Sordo o Galvano De Soardi/Sordi/Surdi (Σούρδη, cognome tuttora usato tra i greci, anche a Costantinopoli e a Smirne), individuato come capostipite del casato, che nel 717 militava nell'esercito dell'imperatore d'Oriente Leone III Isaurico e che, «con un ingegnoso fuoco artificiale contribuì a deliberare la città di Costantinopoli da' Saraceni che la teneano assediata per mare e per terra».

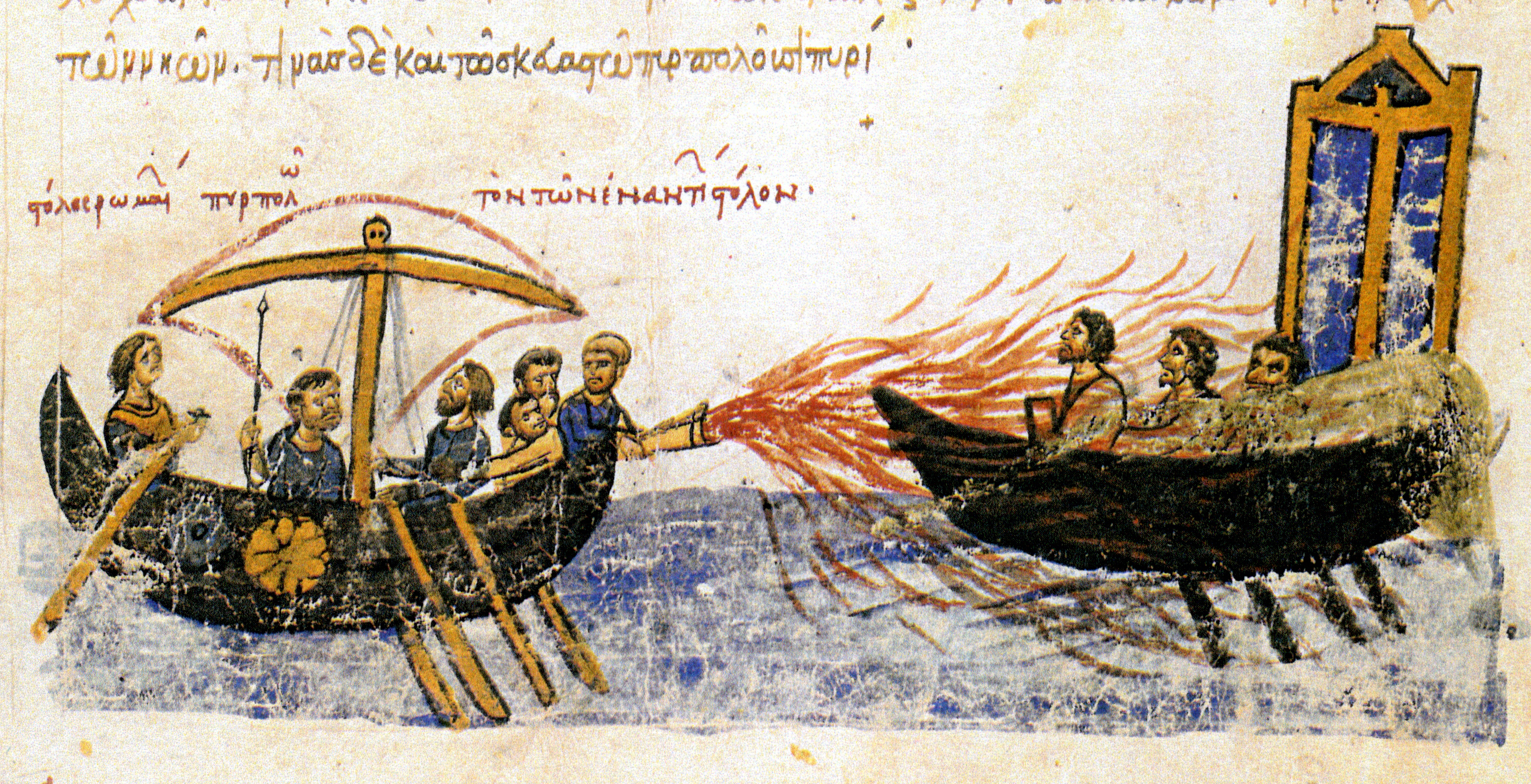
Il fuoco greco in una miniatura dello Scilitze di Madrid

Tale "ingegnoso fuoco" era il cosiddetto "fuoco greco" (υγρό πυρ, ελληνικό πυρ), arma incendiaria inventata nel VII secolo, che assicurò la vittoria dell'impero contro le invasioni saracene del 717 e del 674. Dato che lo scudo di Galvano portava come emblema l'effigie di un aspide (in latino: anguis), dopo la vittoria riportata sugli Omayyadi i commilitoni e il popolo di Costantinopoli esclamarono: Anguis sola fecit victoriam!, ossia: Il serpente da solo ha riportato la vittoria! Tale detto sarebbe divenuto poi talmente popolare che lo stesso Galvano fu soprannominato "Anguissola". L'imperatore, in seguito, concesse tale cognome a tutti i suoi discendenti. Ciò è descritto in un documento redatto il 13 luglio 1434 da Bartolomeo da Casalrimesso, notaio imperiale, che aveva trascritto e autenticato, secondo la tradizione, l'originale documento firmato da Leone III nell'anno 718 a Erbipoli (Herbipolis), in Asia Minore.
I discendenti del primo Anguissola, fuggiti secondo la narrazione da una pestilenza che imperversava a Costantinopoli (ci si riferisce forse al contagio avvenuto nel 1347), si stabilirono in Francia e in Italia, riuscendo talvolta a costruirsi piccoli potentati autonomi. 

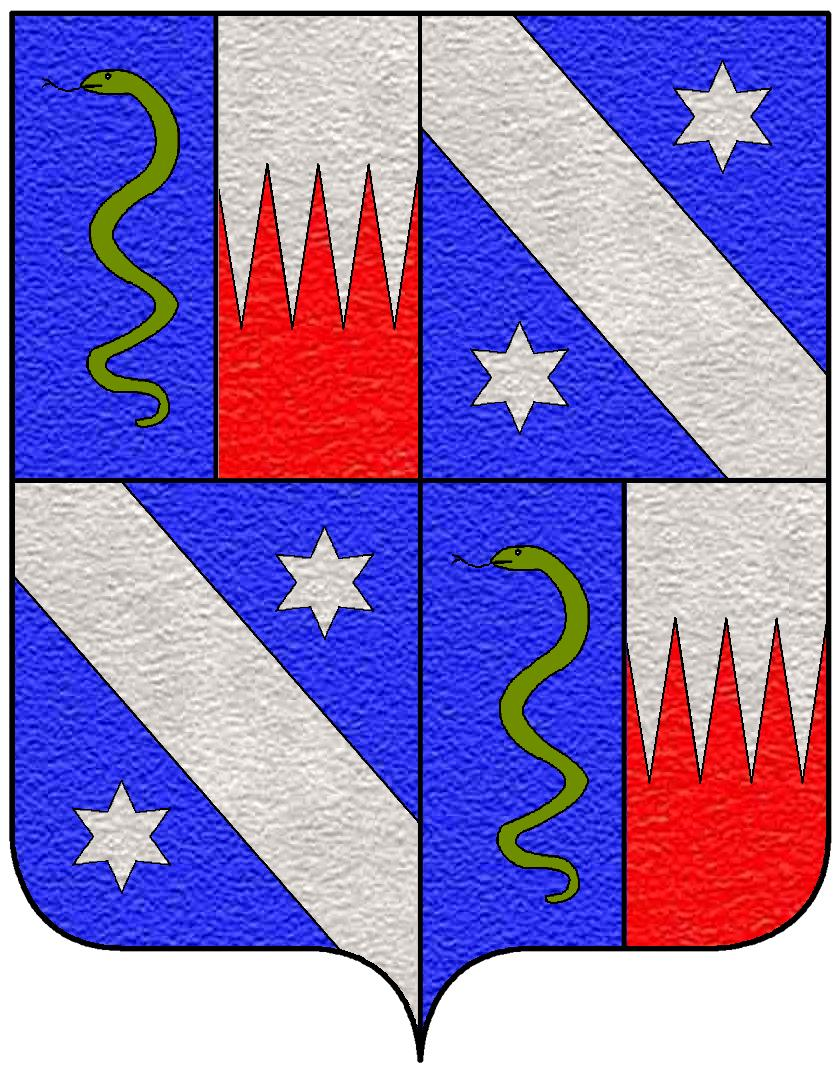
Anguissola-Scotti (Spreti, App. parte I, p. 219), Armoriale delle famiglie italiane (Ana-Ang)

Anguissola di Vigolzone. Armoriale delle famiglie italiane (Ana-Ang)

La famiglia, divisa in numerosi rami (di San Damiano, di Travo, di Grazzano/Vigolzone, di Altoè, ecc.), ebbe sempre come propria sede principale Piacenza. Nel corso dei secoli gli Anguissola si imparentarono con vari rami di illustri famiglie quali i Landi, gli Scotti, i Caracciolo, i Visconti, i Gonzaga, i Secco, i Comneni ed altri. Nel 1409, Giorgino di Uberto Anguissola dei conti di San Polo si trasferì nei territori della Repubblica di Venezia, prestando servizio come uomo d'armi: si ricorda, in particolare, il suo grande contributo nella presa del castello di Schio, occupato dal ribelle conte Cavalli di Sant'Orso. Il Senato veneziano decretò, come ricompensa, che al casato degli Anguissola fosse riconosciuto il feudo di Schio con rango comitale, e come tali, nel 1729, furono iscritti nel Libro d'Oro dei Titolati della Repubblica. Vennero aggregati, inoltre, all'Ordine nobile della città di Vicenza.
È certa l'aggregazione di un ramo di questa famiglia, attestata nel 1499 con il nome di Angusuola, al corpo patrizio della città lagunare. Tale ramo, tuttavia, si estinse dopo il 1612 o, secondo altre fonti, dopo il 1640, probabilmente in un certo Nicolò Angusuola.

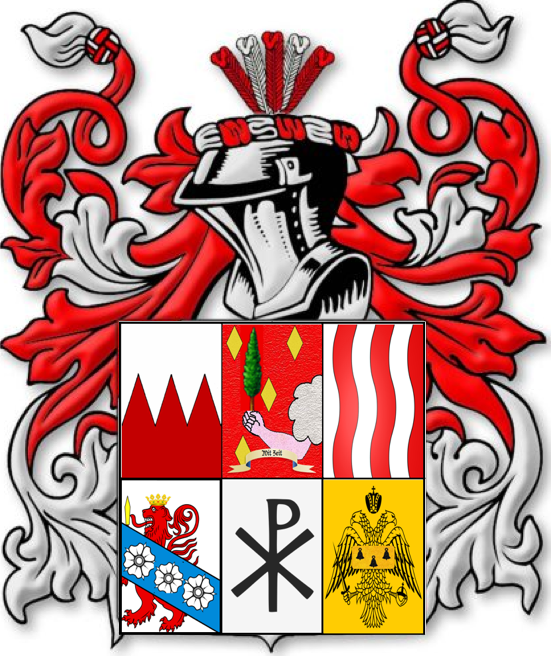
Anguissola-Tedesco-Secco-Comneno (Milano), descritto in: Armoriale delle famiglie italiane (Ana-Ang)

Dopo la caduta della Serenissima, questo casato ottenne la conferma dell'avita nobiltà dal governo imperiale austriaco con Sovrana Risoluzione del 20 ottobre 1816, nelle persone di Francesco Antonio di Galeazzo e Vincenzo di Gabriele Anguissola: il primo dei due era fregiato del titolo di barone e delle insegne di Cavaliere della Corona Ferrea, mentre il padre, Galeazzo, era stato generale dell'esercito napoletano e Cavaliere di Gran Croce dell'Ordine costantiniano di San Giorgio.

## Membri illustri

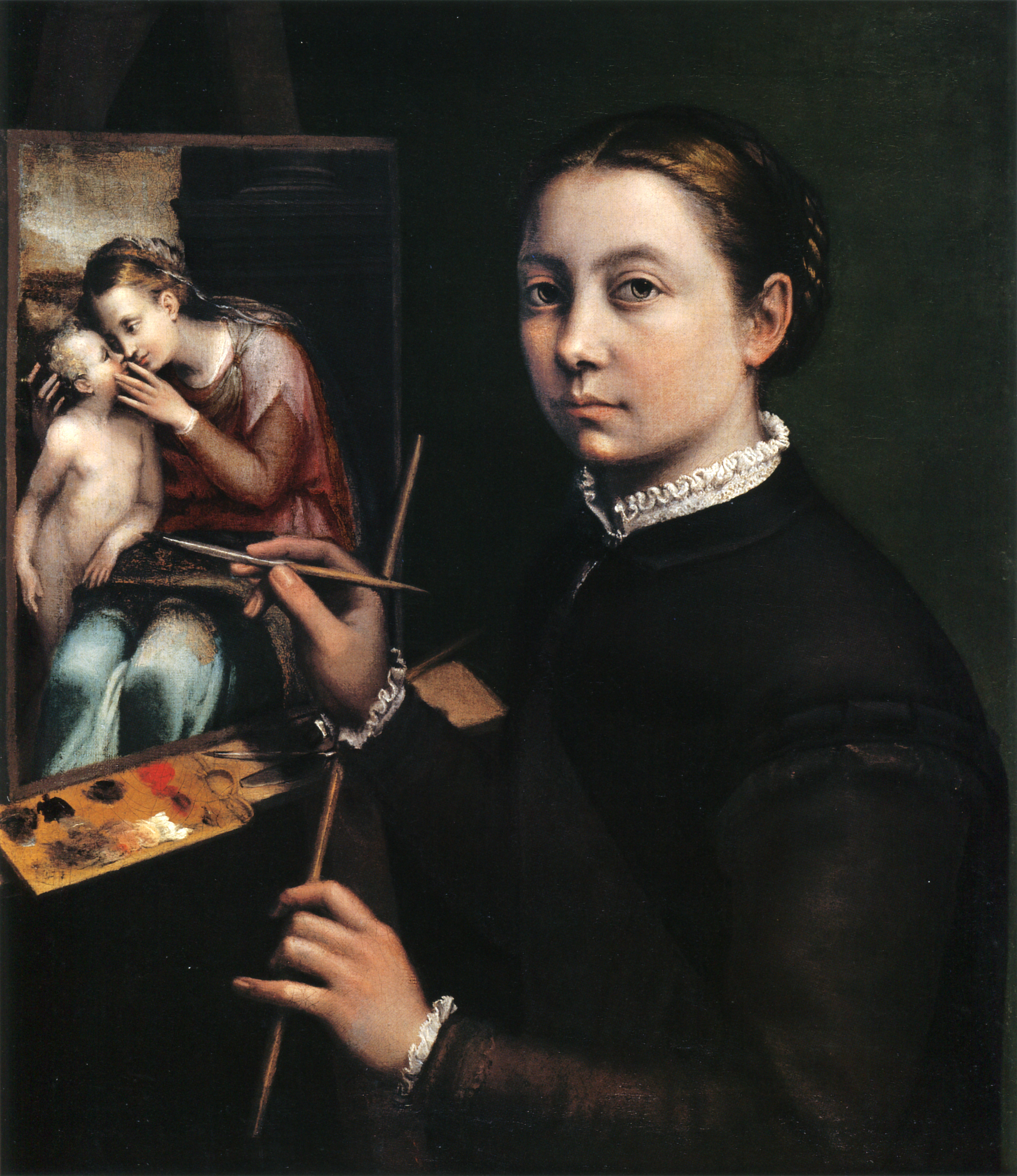
Sofonisba Anguissola, Autoritratto (1556), Castello di Łańcut, Polonia

- Giovanni Anguissola (XIV secolo), sposò Beatrice Visconti e costruì il famoso Castello di Grazzano Visconti;
- Caterina Anguissola (1508 - 1550), nobile italiana, moglie di Aloisio Gonzaga, marchese di Castel Goffredo;
- Giovanni Anguissola (1514 - 1578), conte di Varano e Riva;
- Sofonisba Anguissola (1532 - 1625), illustre pittrice italiana, nota a Michelangelo e grandemente apprezzata da A. van Dyck[3];
- Lucia Anguissola (1536 ca. – 1565 ca.), pittrice italiana;
- Anna Maria Anguissola, (1555 ca. – 1611 ca.), pittrice italiana;
- Elena Anguissola (1536 – post 1585), pittrice italiana;
- Anna Anguissola (XVIII secolo), moglie di Luigi II Gonzaga, principe di Castiglione;
- Mons. Lodovico dei marchesi di Grazzano, cameriere segreto di Clemente VIII, protonotario della Santa Sede e nunzio apostolico in Transilvania e Francia;
- Mons. Giovanni Battista, arcivescovo titolare di Larissa, nunzio apostolico a Venezia (1643-1707).

## Luoghi, architetture e simboli

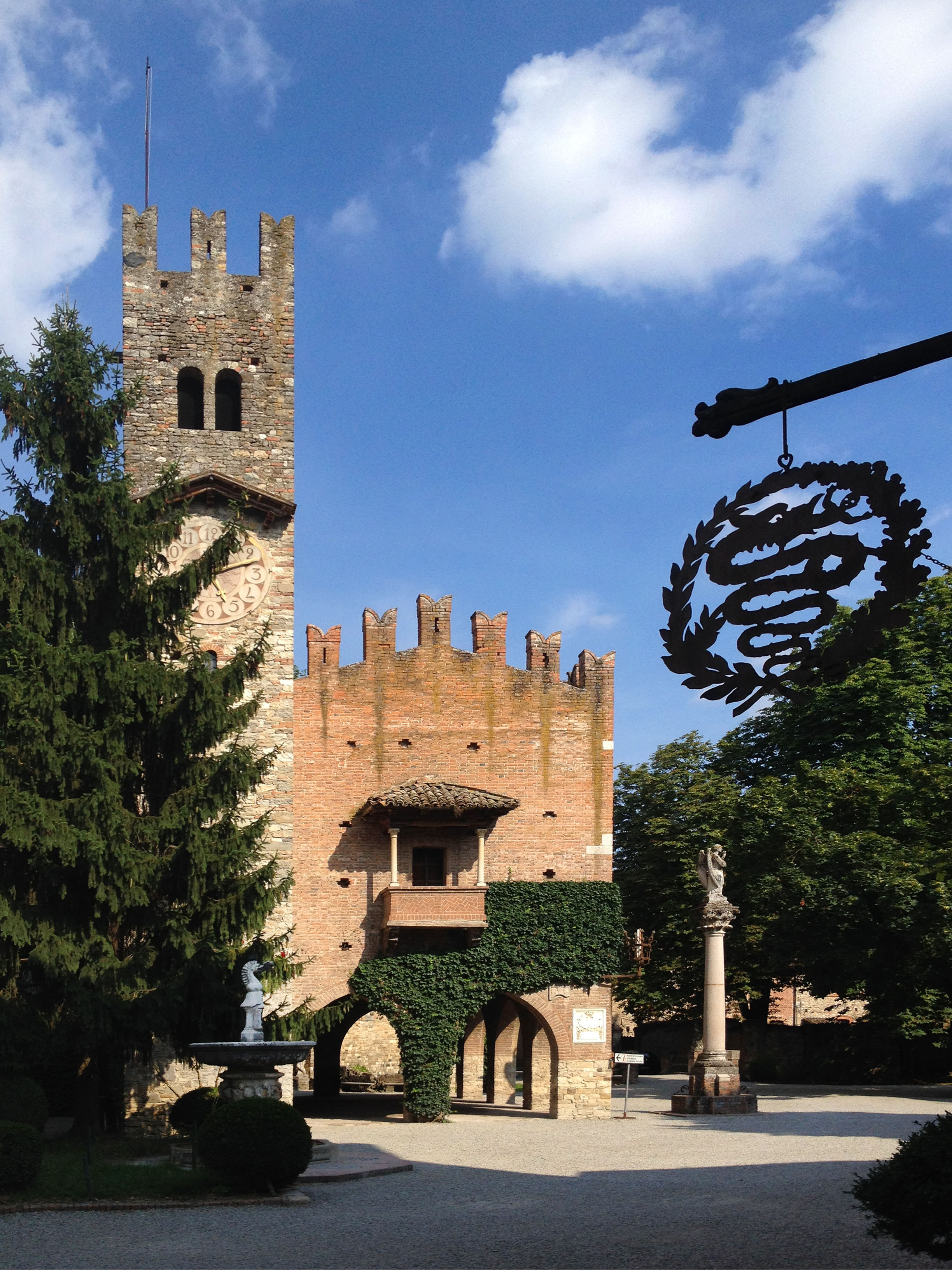
Castello di Grazzano Visconti, costruito da Giovanni Anguissola nel 1395.

### Palazzi storici già residenza della famiglia o di suoi membri
- Castello Anguissola, a Travo;[6]
- Castello di Altoé, presso Podenzano;[7]
- Castello (rocca) Anguissola a Vigolzone;[8]
- Villa Anguissola Scotti Gonzaga, ad Agazzano;[9]
- Palazzo Anguissola Antona Traversi, a Milano;
- Palazzo Anguissola di Grazzano, a Piacenza;[10]
- Palazzo Anguissola di Cimafava Rocca, a Piacenza;[11]
- Villa Anguissola Scotti, a Collecchio;
- Villa Anguissola Scotti, a Rivergaro;[12]
- Castello di Grazzano Visconti;
- Castello di Gropparello;
- Castello di Calendasco;
- Villa Pliniana (Anguissola) a Torno  (Como);[13]
- Villa Anguissola Ziggiotti Salviati Pigatti Briganti Munari, a Brendola.[14]

### Localita' e paesi
Il paese chiamato La corte Anguissola è una frazione del Comune di Collecchio (PR).

### Araldica civica
Alcuni comuni della provincia di Piacenza tra i quali Vigolzone, Podenzano e Travo, hanno conservato nei loro stemmi l'elemento "cuneato" o "dentato", di rosso e d'argento (detto anche "ad albioni"), tipico dello stemma della famiglia Anguissola, che ha esercitato per secoli la propria influenza su quei territori e sulle regioni circostanti.
Famiglie che si sono imparentate in vario modo con gli Anguissola si sono anche fregiate, nel corso della storia, di questa particolare "pezza" araldica.